# Czuwaszskij Suskan
Czuwaszskij Suskan (ros. Чувашский Сускан) – wieś (sieło) w Rosji, w obwodzie uljanowskim, w rejonie melekeskim. W 2010 liczyła 261 mieszkańców.